# Доломітизація
Доломітизація — процес збагачення доломітом вапнякового мулу або вапнякової породи за рахунок заміщення частини СаСО3 на MgCO3.
Розрізняють:
- доломітизацію, що протікає в мулові під час його перетворення в осадову гірську породу;
- постдіагенетичну доломітизацію, — у затверділій глиняній породі під дією підземних магнієвих вод.

Результат доломітизації — доломітизовані вапняки.